# 크리프 (퍼스 킨로스)

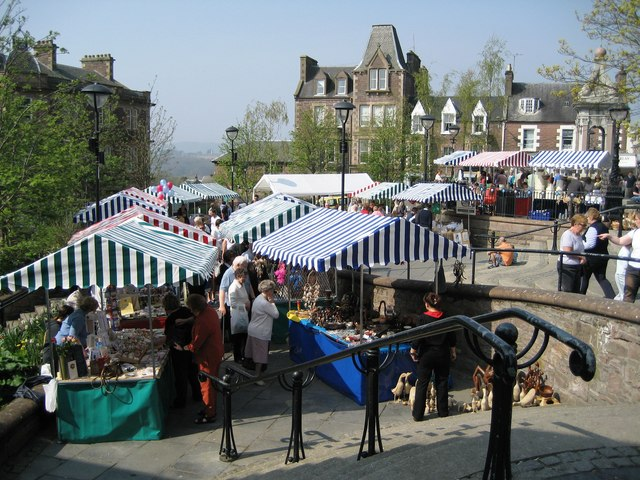
크리프

크리프(Crieff)는 스코틀랜드 퍼스 킨로스의 도시로, 인구는 2001년 기준으로 6,579명이다.